# 法國菊
法國菊（[Leucanthemum vulgare] 错误：{{Langx}}：文本有斜体标记（帮助）），又名法蘭西菊、濱菊、春白菊、牛眼菊（英語：oxeye daisy）、瑪格麗特（法語：Marguerite commune），是原產於歐洲及亞洲溫帶的菊科植物。
法國菊是多年生草本植物，在莖的頂端有細小的頭狀花序（不多於5厘米），由約20支白色舌狀花及大量黃色心花所組成。莖多是沒有分枝及從根上向側生長。葉子兩面均呈墨綠色。基生葉及中葉有柄，呈倒卵形至匙形，並有鋸齒。上葉較短，無柄及沿莖生長。它有大量沒有冠毛的扁種子。
法國菊是典型的草坪花卉，在多種環境下都可以生長，但較喜歡濕潤的土壤。它們被引入北美洲、澳洲及新西蘭，在某些地區更取代了當地的植物成為野草。要控制或根除它們是很困難的，因為只要有部份的根莖尚存，它就能夠再次生長。

## 用途
法國菊未打開的花蕾可以浸滷，作為續隨子般使用。

## 外部連結
- Blanchan, Neltje. . Project Gutenberg Literary Archive Foundation. 2005.
- Ox-eye daisy, Leucanthemum vulgare diagnostic photographs and information （页面存档备份，存于）